# Посол Советского Союза
«Посол Советского Союза» — советский фильм 1969 года режиссёра Георгия Натансона по книге Братьев Тур «Чрезвычайный посол». Картина повествует о жизни и деятельности первой советской женщины-дипломата (прообразом послужила А. М. Коллонтай).

## Сюжет
Осень 1941-го года. В советском посольстве сидят и слушают сводку с фронта. В это время в окно, разбивая стекло, влетает камень с запиской, содержащей угрозы в адрес посла. Ситуация в Скандинавии в начале 1940-х годов схожа с обстановкой конца 1960-х, когда весь цивилизованный мир осуждал ввод войск Варшавского договора в Чехословакию. Тем не менее, посол Елена Николаевна Кольцова едет на автомобиле с флагом СССР для получения ноты шведского правительства о советской бомбардировке прибрежного Брунхольма. В качестве доказательства прилагают осколок бомбы, на котором нет клейма. Понимая, что это может быть использовано в качестве casus belli, Кольцова едет в посёлок, где задает озлоблённым рыбакам (убеждённым, что их бомбят советские самолёты) резонный вопрос: «Зачем русским бомбить вас, если так нужны бомбы на фронте?». Рыбаки задумываются, и один из них по прозвищу папаша Гунар привозит Кольцовой осколок бомбы с «обратным адресом» (немецким клеймом). Такой аргумент нечем бить, и шведы, несмотря на немецкое давление, остаются нейтральными.
Параллельно вспоминается инцидент, когда Кольцова пыталась вручить верительные грамоты шведскому монарху, но это было сделать не так просто. Дело в том, что король выдворил в 1915 году будущего дипломата из страны за революционную деятельность. Тем не менее, в фильме Кольцова, играя на рыцарстве монарха, упоминая о его увлечении вышиванием, налаживает контакт. Русский посол, понимая разность государственных идеологий, предлагает королю сосредоточиться на торговых контактах. В фильме интересно показано общение шведского короля, напоминающего персонажа произведений Андерсена, и сильной, но обаятельной женщины, похожей на шведскую королеву Кристину. Елена Николаевна показана умной (о ней говорят, что у «этой дамы острый мужской ум») и при этом очень женственной и элегантной. Вспомнить хотя бы сцену с примеркой «кошачьего меха» (впрочем, Кольцова утверждает, что это «чистопородный русский заяц»), который выдается за львиный: «выдать кошку за льва — приём дипломатии со времен Ришелье». На королевском балу мех посла приглянулся графине Рунге, которая убеждает своего брата — финансиста Юлиуса Хельмера (прототип — предприниматель Валленберг) торговать с Россией, чтобы у неё были такие же меха. Русский мех как русский газ — не только важный предмет экспорта, но и аргумент в дипломатических переговорах.
Там же, на балу, Кольцова даёт импровизированную пресс-конференцию, отвечая на словесные выпады скандинавских журналистов: обвиняет социал-демократа в том, что он «изменяет собственному классу», и называет феминистский журнал юмористическим за то, что он пишет о национализации женщин в СССР (изменённая идея Коллонтай 1920-х годов). К тому же госпожа посол ведёт переговоры с Хельмером, убеждая его торговать с Советским Союзом, чтобы в условиях кризиса «замедлить развал капитализма», предрекаемый Лениным. Бывшая революционерка Кольцова «забывает» о марксизме и экспорте революции, если это необходимо её стране, и говорит о том, что действительно важно всем — о международной торговле. Интересен момент, когда графиня Рунге приносит гуманитарный груз для осаждённых ленинградцев в советское посольство и намекает на то, что её брат беспокоится о своих предприятиях, которые вот-вот будут разбомблены советскими самолётами. На это Кольцова просит передать ему привет, а когда они встречаются в следующий раз, прямо призывает Хельмера способствовать переговорам с премьер-министром «соседней страны» (намёк на Финляндию), и тогда его предприятия не пострадают.
При посредничестве бизнесмена госпожа посол проводит переговоры с премьер-министром «соседней страны» возле водопада, предварительно уйдя от погони нацистов, и «выводит из войны 35 дивизий». При этом Кольцова получает известие о гибели сына Алексея на фронте, что очень сильно ранит её. В данном эпизоде указывается скорее на инсульт посла, ведь реальный сын Коллонтай служил дипломатом и не воевал. Принося мир в «соседнюю страну», Кольцова напоминает, что это государство получило свободу из «рук Ленина» и СССР это очень ценит. Далее следует сцена с концертом, на котором исполняется 7-я «Ленинградская» симфония Д. Д. Шостаковича. По мнению участников, это был абсолютный триумф русского искусства. Завершается фильм показом Парада Победы (24 июня 1945 года), где присутствуют хроникальные Сталин и Жуков, а также добавленная туда с помощью монтажа советский посол Кольцова, которая «счастлива, что дожила до этого дня».

## В ролях
- Юлия Борисова — Елена Николаевна Кольцова, Чрезвычайный и Полномочный Представитель (посол) Советского Союза в королевстве
- Анатолий Кторов — король
- Гунар Цилинский — Юлиус Хельмер, финансист (озвучивание — Юрий Яковлев)
- Вальдемар Пансо — министр «соседней страны»
- Хельмут Вааг — папаша Гунар, рыбак
- Антс Эскола — министр иностранных дел королевства (озвучивание — Ефим Копелян)
- Евгения Козырева — Кристина Соренсон
- Юрий Пузырев — Иван Никитич Морозов, сотрудник полпредства (посольства) СССР в королевстве
- Николай Тимофеев — Георгий Александрович Климов, сотрудник полпредства СССР в королевстве
- Ада Лундвер — графиня Рунге, сестра Хельмера
- Артур Димитерс — посол гитлеровской Германии в королевстве
- Антс Лаутер — сановник короля
- Николай Афанасьев — сановник короля
- Микаэла Дроздовская —
- Александр Барушной — английский генерал
- Леонид Недович — корреспондент социал-демократической прессы королевства
- Улдис Лиелдиджс — офицер немецкой разведки
- Софья Гаррель — корреспондентка журнала

## Съёмочная группа
- Сценарий: Ариадна Тур, Петр Тур
- Главный режиссёр: Георгий Натансон
- Главный оператор: Владимир Николаев
- Главный художник: Давид Виницкий

## Награды
- Один из лидеров проката 1970 года (6 место, 38,9 млн зрителей).

## Факты
- В фильме ни разу не упоминается название страны, в которой происходит действие. Хотя очевидно, что это Швеция: в фильме неоднократно показываются виды Стокгольма (правда, не той эпохи, в которой развивается действие, а 1960-х годов — это заметно по моде и транспорту) и флаг Швеции. К тому же А. М. Коллонтай, прообраз Е. Н. Кольцовой, была послом (до 1944 года — полномочным представителем) именно в Швеции — единственной скандинавской стране, сохранявшей нейтралитет в войне. Кроме того, внешность короля, сыгранного Анатолием Кторовым (последняя роль в кино), напоминает внешность Густава V, занимавшего шведский престол в 1907—1950 годах. В фильме также акцентируется внимание на увлечении короля теннисом, что опять же является отсылкой к шведскому монарху (Густав V был известным теннисистом и основал первый теннисный клуб в Швеции). Внешность сыгранного Антсом Эсколой «министра иностранных дел королевства» также перекликается с внешностью главы шведского МИДа в 1939—1945 годах Кристиана Гюнтера. «Соседняя страна, которая с нами воюет», — соответственно, Финляндия. Прототипом Морозова стал советник Коллонтай Владимир Семёнов, который, посмотрев фильм и узнав в нём себя и бывшую начальницу, записал в дневник: «Профессионально — это развесистая клюква. Но всё сделано трогательно»[1].
- До 3 сентября 1967 года в Швеции было принято левостороннее движение транспорта. Иногда в фильме этот факт учитывается, а иногда нет.